# Calophaca sericea
Calophaca sericea är en ärtväxtart som beskrevs av Antonina Georgievna Borissova. Calophaca sericea ingår i släktet Calophaca och familjen ärtväxter. Inga underarter finns listade i Catalogue of Life.